# Уиламина (град, Орегон)
Уиламина (на английски: Willamina) е град в окръг Ямхил, щата Орегон, САЩ. Уиламина е с население от 1844 жители (2000) и обща площ от 2,3 km². Намира се на 68,6 m надморска височина. ЗИП кодът му е 97396, а телефонният му код е 503.